# Cena Jeana Gabina
Cena Jeana Gabina byla francouzská filmová cena, udělována v letech 1981–2006 každoročně francouzskému nebo frankofonnímu herci. Byla pojmenována na počest francouzského herce Jeana Gabina.
Z důvodu neshod organizátorů s Gabinovou dcerou byla od roku 2008 nahrazena Cenou Patricka Dewaere. Jejím ženským ekvivalentem je Cena Romy Schneider.

## Seznam oceněných
- 1981: Thierry Lhermitte
- 1982: Gérard Lanvin
- 1983: Gérard Darmon
- 1984: François Cluzet
- 1985: Christophe Malavoy
- 1986: Tchéky Karyo
- 1987: Jean-Hugues Anglade
- 1988: Thierry Frémont
- 1989: Vincent Lindon
- 1990: Lambert Wilson
- 1991: Fabrice Luchini
- 1992: Vincent Perez
- 1993: Olivier Martinez
- 1994: Manuel Blanc
- 1995: Mathieu Kassovitz
- 1996: Guillaume Depardieu
- 1997: Yvan Attal
- 1998: Vincent Elbaz
- 1999: Samuel Le Bihan
- 2000: Guillaume Canet
- 2001: José Garcia
- 2002: Benoît Poelvoorde
- 2003: Johnny Hallyday
- 2004: Loránt Deutsch
- 2005: Clovis Cornillac
- 2006: Jérémie Renier